# Schefflera chimantensis
Schefflera chimantensis är en araliaväxtart som först beskrevs av Julian Alfred Steyermark och Bassett Maguire, och fick sitt nu gällande namn av Maguire, Steyerm. och David Gamman Frodin. Schefflera chimantensis ingår i släktet Schefflera och familjen araliaväxter.

## Underarter
Arten delas in i följande underarter:
- S. c. chimantensis
- S. c. multiramosa
- S. c. rugosifolia
- S. c. iluensis